# 25045 Байсюйфей
25045 Байсюйфей (25045 Baixuefei) — астероїд головного поясу, відкритий 17 серпня 1998 року.
Тіссеранів параметр щодо Юпітера — 3,587.